# Dessiàtikhatka
Dessiàtikhatka - Десятихатка (rus) és un possiólok que pertany al khútor de Lóssevo (krai de Krasnodar, Rússia). Es troba a les terres baixes de Kuban-Priazov, a la vora del riu Beissug. És a 6 km al nord-oest de Kropotkin i a 124 km al nord-est de Krasnodar.